# Argiolestes luteipes
Argiolestes luteipes är en trollsländeart som beskrevs av Maurits Anne Lieftinck 1956. Argiolestes luteipes ingår i släktet Argiolestes och familjen Megapodagrionidae. IUCN kategoriserar arten globalt som otillräckligt studerad. Inga underarter finns listade i Catalogue of Life.